# Kallstroemia grandiflora
Kallstroemia grandiflora är en pockenholtsväxtart som beskrevs av John Torrey och Asa Gray. Kallstroemia grandiflora ingår i släktet Kallstroemia och familjen pockenholtsväxter. Inga underarter finns listade i Catalogue of Life.